# زهرا بن سمرا
زهرا بنسمرا (متولد اکتبر ۱۹۶۸) یک عکاس الجزایری است که در خاورمیانه، آفریقا و آسیا فعالیت می‌کند. او در حال حاضر در آفریقا مستقر است.

## زندگی‌نامه
زهرا بنسمرا در اکتبر ۱۹۶۸ در الجزیره، الجزایر به دنیا آمد. او در دوران کودکی خود شاهد عکس‌برداری آماتوری برادر بزرگ‌ترش بود. در حدود سن شش سالگی، او شروع به تقلید از برادرش کرد و دوربین‌های او را وقتی که در خانه نبود به دست می‌گرفت. یک روز برادرش فهمید که او چه می‌کرده و سر او فریاد کشید، اما بعداً یک دوربین کوچک برای خودش تهیه کرد و او شروع به گرفتن عکس از همکلاسی‌هایش کرد.
زهرا بنسمرا از سال ۱۹۹۰ به عنوان یک عکاس خبری فعالیت می‌کند. او در پروفایل خود در رویترز اعلام کرد که اولین باری که احساس کرد یک عکاس واقعی است، در سال ۱۹۹۵ بود: اولین باری که در زندگی خود اجساد را دید. یک انفجار خودرویی در مرکز پایتخت الجزایر، نزدیک به ایستگاه پلیس و محل کارش رخ داد. اولین چیزی که دید، جسد سوختهٔ زنی روی زمین بود. روز بعد او بیدار شد و احساس کرد که برای تبدیل شدن به یک عکاس واقعی فراخوانی شده است. او معتقد است که برای موفقیت، به ویژه در شغل‌هایی مانند عکاسی خبری، باید یاد بگیرد که چالش‌های همراه با آن را بپذیرد. او برای اولین بار به عنوان یک خبرنگار در طول جنگ داخلی الجزایر در سال ۱۹۹۷ با رویترز کار کرد. در سال ۲۰۰۰، او درگیری‌های بین آلبانیایی‌ها و صرب‌ها در مقدونیه را پوشش داد. او در سال ۲۰۰۳ به عراق اعزام شد. در حالی که در نجف کار می‌کرد، به عنوان عکاس رسمی رویترز منصوب شد. او همه‌پرسی استقلال سودان جنوبی، انقلاب تونس، جنگ داخلی لیبی ۲۰۱۱ و جنگ موصل در سال ۲۰۱۷ را پوشش داد. او به عنوان عکاس ارشد رویترز در پاکستان (۲۰۱۲–۲۰۱۵) مستقر بود و در حال حاضر به عنوان عکاس ارشد غرب آفریقا در آفریقا مستقر است.
انقلاب تونس، بنسمرا اعلام کرد، مأموریتی بود که بیشترین تأثیر را بر او داشت، زیرا هرگز فکر نمی‌کرد روزی برسد که تونسی‌ها علیه حاکم خود قیام کنند، با توجه به اینکه دولت چقدر کنترل شده بود. او در ۱۴ ژانویه ۲۰۱۱ به تونس رسید، درست زمانی که گروه بزرگی از مردم در مقابل وزارت کشور جمع شده بودند و خواستار استعفای رئیس‌جمهور زین‌العابدین بن علی بودند.
در سال ۲۰۱۱، عکس‌های بنسمرا در ساختمان دویچه بانک در فرانکفورت آلمان به نمایش گذاشته شد. رئیس جهانی هنر بانک، فریدهم هوت، اظهار داشت: «بنسمرا یک هنرمند مهم برای ما است، زیرا او می‌داند چگونه مرزهای ذهن را بشکند و تأثیری ماندگار و معنادار بگذارد. او توانایی زیادی در نشان دادن تنش‌ها و مشکلات پس‌زمینه‌ای درگیری‌های لحظه‌ای دارد.» در سال ۲۰۱۲، او به سوریه سفر کرد و عکس‌هایی گرفت.
کار او عمدتاً «درگیری‌ها، مسائل انسانی و داستان‌هایی دربارهٔ زنان و سیاست» را پوشش می‌دهد و بیشتر در کشورهایی که از درگیری‌های داخلی – اجتماعی، اقتصادی یا انسانی رنج می‌برند، مستقر است. بنسمرا اظهار داشت که هدف او در هنگام عکاسی از رویدادها، ترویج درک بهتری از درگیری‌ها برای به چالش کشیدن قدرت‌های حاکم و بهبود وضعیت است. ماموریت‌های مورد علاقه او، داستان‌هایی در مورد مبارزه مردم برای شهروندی و حقوق بشر در برابر نیروهای مسلط است.
در سال ۲۰۱۷، بنسمرا توسط دبیرخانه عکاسی گاردین به عنوان عکاس سال انتخاب شد.

## جوایز
- ۲۰۰۵: برنده جایزه اتحادیه اروپا برای بهترین عکاس آفریقایی.[۵]
- ۲۰۱۷: عکاس سال از دید دبیرخانه عکس گاردین.[۶]
- ۲۰۱۷: تقدیر ویژه توسط یونیسف[۷]